# Fränkisches Weinfest Volkach

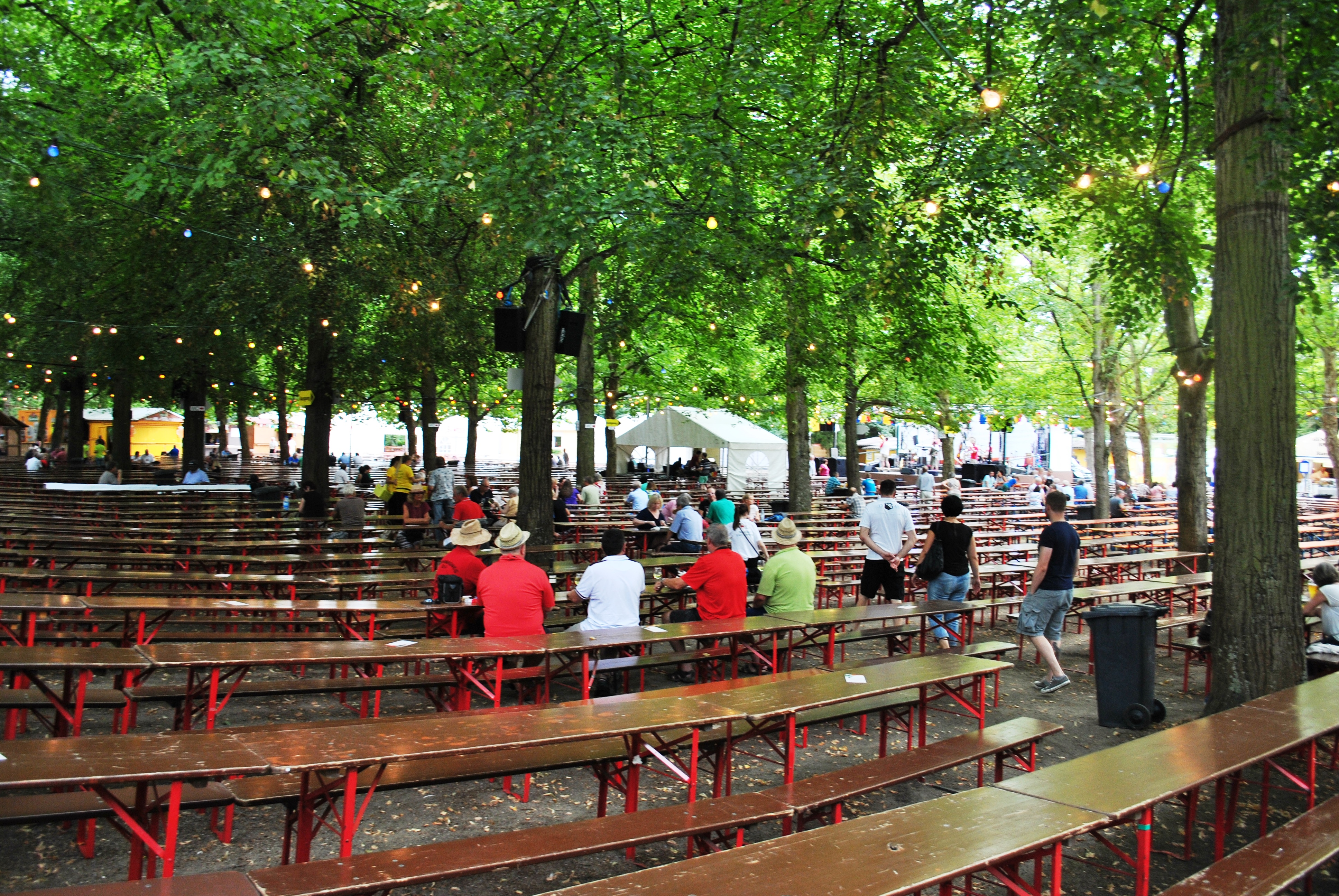
Der Festplatz unter den Linden des Hindenburgparks, 14. August 2015

Das Fränkische Weinfest Volkach (auch Volkacher Weinfest) ist das größte Weinfest des Weinbaugebietes Franken. Es findet jährlich am zweiten Augustwochenende in der unterfränkischen Stadt Volkach statt und zieht an den vier Veranstaltungstagen 50.000 bis 60.000 Besucher an.

## Geschichte
Feste mit dem Thema Wein sind an der Mainschleife bereits seit Beginn des 20. Jahrhunderts bekannt. Dennoch gehörten solche Feste nicht zum traditionellen Winzerbrauchtum um Volkach. Erst die Gründung des Verschönerungsvereins, des heutigen Verkehrsvereins, im Jahr 1893 führte die Weinfeste in der Region ein. In Volkach ist das erste Weinfest aus dem Jahr 1904 überliefert, für das Fest wurde ein Winzerlied geschrieben.

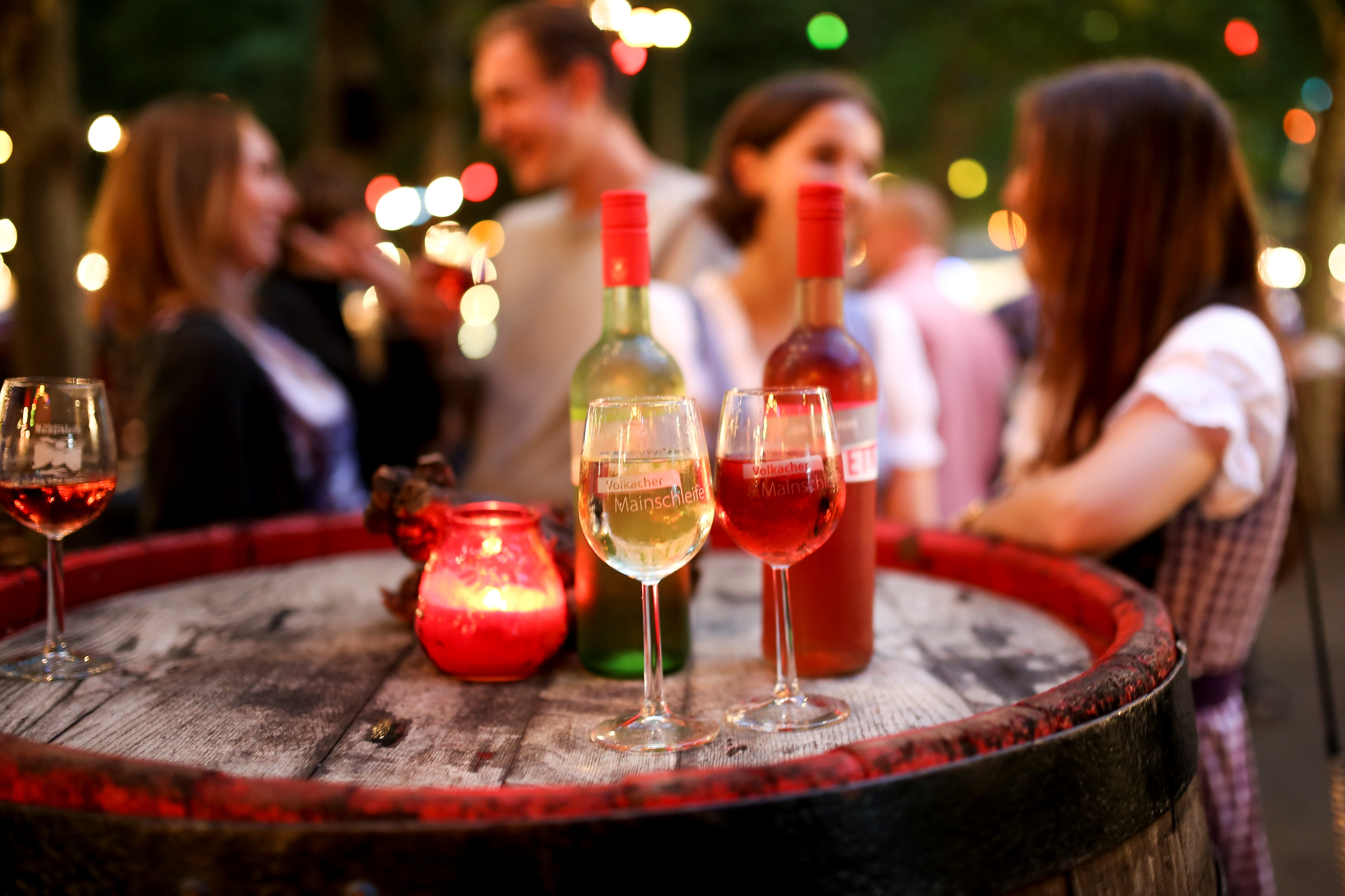
Insgesamt werden über 120 Weine auf dem Weinfest ausgeschenkt

Nach dem Zweiten Weltkrieg wollten die Stadt und das Fremdenverkehrsamt an diese ersten Feste anknüpfen. Hierzu organisierte der Leiter des Chorvereins, Hermann Buschmann, 1949 das erste Fränkische Weinfest. Nachdem die vorherigen Weinfeste auf dem Marktplatz der Stadt veranstaltet worden waren, verlegte man das Fest in den Hindenburgpark, der im Jahr 1910 in den aufgelösten Gräben der Stadtmauer angelegt worden war.
Im Vorfeld der Veranstaltung wollten mehrere Oberbürgermeister nationaler und internationaler Großstädte Delegationen in die fränkische Kleinstadt entsenden. Münchens Bürgermeister Thomas Wimmer plante eine Schuhplattlergruppe und ein Bläsercorps nach Volkach zu senden. Pierre de Gaulle, Oberbürgermeister von Paris, erwartete vom Fest, „(...) dass eine deutsch-französische Verständigung herbeigeführt wird.“ Auch die Stadtoberhäupter Londons, West-Berlins, Hamburgs und Kölns meldeten sich brieflich. Allen Delegationen musste eine Absage erteilt werden, da keine Übernachtungsmöglichkeiten zur Verfügung standen.
Das erste Fränkische Weinfest wurde am 27. August 1949 mit einem großen Festumzug eröffnet. Es nahmen die Festwinzer und viele Trachtengruppen teil. Das Weinfest dauerte bis zum 29. August und war damit wesentlich kürzer als heute. Das zweite Weinfest 1950 dauerte bereits vom 19. bis zum 21. August. Bei einem Unwetter im Jahr 1971 starben auf dem Weinfestplatz zwei Personen, 27 Menschen wurden verletzt. Im Jahr 1973 wurde letztmals ein Festzug organisiert, seitdem konzentriert sich das Fest auf das Festgelände im Hindenburgpark. Lediglich zum sechzigsten und zum siebzigsten Weinfest im Jahr 2018 wurden wiederum Umzüge veranstaltet.
| Zeitraum  | Festleiter                 |
| --------- | -------------------------- |
| 1964–2005 | Waldemar Sperling          |
| 2006–2022 | Marco Maiberger            |
| 2023      | Roger Merk/Marco Maiberger |
| seit 2024 | Sebastian Karl             |

Heute ist das Fränkische Weinfest Volkach nach Fläche, Umfang und Besucherzahlen das größte Weinfest im Weinbaugebiet Franken. Über 60.000 Besucher kamen 2015 zum Fest, 10.000 Personen sahen am ersten Tag den Einzug der Weinprinzessinnen. Die Organisation des Festes ist weiterhin in städtischer Hand. Jährlich entsteht ein fünf- bis sechstelliges Defizit. Aufgrund der COVID-19-Pandemie wurde das 72. Fränkische Weinfest im Jahr 2020 abgesagt. Auch im Jahr 2021 konnte kein Weinfest stattfinden. Seit 2022 findet das Weinfest wieder in gewohnter Form statt.

## Ablauf
Das Weinfest findet vom zweiten Freitag im August bis zum folgenden Montag statt. In manchen Jahren, so auch 2024, umfasst das Fest auch den Mariä-Himmelfahrts-Tag, der in Bayern in überwiegend katholischen Gemeinden Feiertag ist. Zusätzlich wird die sogenannte Weinfestzugabe ohne Eintrittsgeld am Dienstag gefeiert.
Mit dem Einzug der Weinhoheiten auf das Festgelände wird am Freitag das Weinfest eröffnet. Dieser Festeinzug wird am Samstag wiederholt, nun begleiten die Festwinzer den Zug. Am Freitagabend findet auch das sogenannte Ratsherrn-Feuerwerk statt. Der Name stammt von der Symbolfigur der Volkacher Weinlage Ratsherr. Ein Volkacher Bürger verkörpert in historischem Gewand den Ratsherren und hat während der Festtage einige Auftritte und muss Reden halten.
Am Montag ist in der Regel der sogenannte Kinder- und Familiennachmittag. Neben Gutscheinen erhalten die Kinder vergünstigen Eintritt zum Vergnügungspark neben dem Festplatz. Den Weinfesthöhepunkt am Montagabend bildet der sogenannte Wunderkerzenzauber (zum Lied "Sierra Madre"), bei dem die Besucher zuvor verteilte Wunderkerzen nach oben halten. Am Dienstag spielen zumeist Pop- und Rockbands. Während des Weinfests bietet die Stadt Volkach einen Shuttleservice aus den umliegenden Gemeinden an.

## Festwinzer und Festwirte
Mehrere auch überregional bekannte Weingüter schenken ihre Erzeugnisse auf dem Weinfest aus. Überwiegend handelt es sich um Unternehmen, die in der Stadt Volkach selbst ansässig sind. Allerdings sind auch Güter aus den Ortsteilen und der Verwaltungsgemeinschaft vertreten. Im Jahr 2018 waren elf Weingüter auf dem Weinfest versammelt. Einige Winzergenossenschaften aus der Umgebung repräsentieren die kleineren Winzer.
| - GWF Winzer an der Mainschleife, Volkach - DIVINO Nordheim Tüngersheim eG, Nordheim am Main - Weingut Alois Martin, Volkach - Weingut Zum Storchen, Volkach - Winzergenossenschaft Escherndorf eG, Escherndorf - Weingut Max Müller I, Volkach |  | - Weingut Römmert, Volkach - Winzergenossenschaft Sommerach, Sommerach - Weingut Karl Müller, Volkach - Weingut Erhard, Volkach - Weingut Zur Schwane, Volkach |  |

Darüber hinaus gibt es auf dem Festplatz weitere Getränkestände mit Bier und alkoholfreien Getränken:
- Krautheimer Bier, Krautheim (zwei Stände, betrieben vom VfL Volkach und der Freiwilligen Feuerwehr Volkach)
- Getränke Geißel, Volkach (alkoholfreie Getränke, zwei Stände, betrieben vom Tanzsportclub Volkach und dem Tennisclub Volkach sowie dem BRK Volkach)

Speisen werden u. a. von folgenden Festwirten angeboten:
- Fischzucht Gerstner, Obervolkach
- Bäckerei Mahler, Volkach
- Pizzeria Da Pino, Volkach
- Käse Schulz
- Metzgerei Rösch, Neustadt an der Aisch
- Fränkische FoodRakete, Kleinlangheim
- Sabines Schwäbische Crêperie, Gerlingen